# Museu del Poble Noruec
El Museu del poble noruec és un dels museus a l'aire lliure més grans d'Europa. Està situat a la petita península de Bygdøy d'Oslo (Noruega) i compta amb més de 150 edificis procedents de totes les regions d'aquest país escandinau. Un dels més destacats és l'església de fusta de Gol.

## Història
El Museu del poble noruec fou fundat per Hans Aall el 1894.

## Església medieval de fusta de Gol

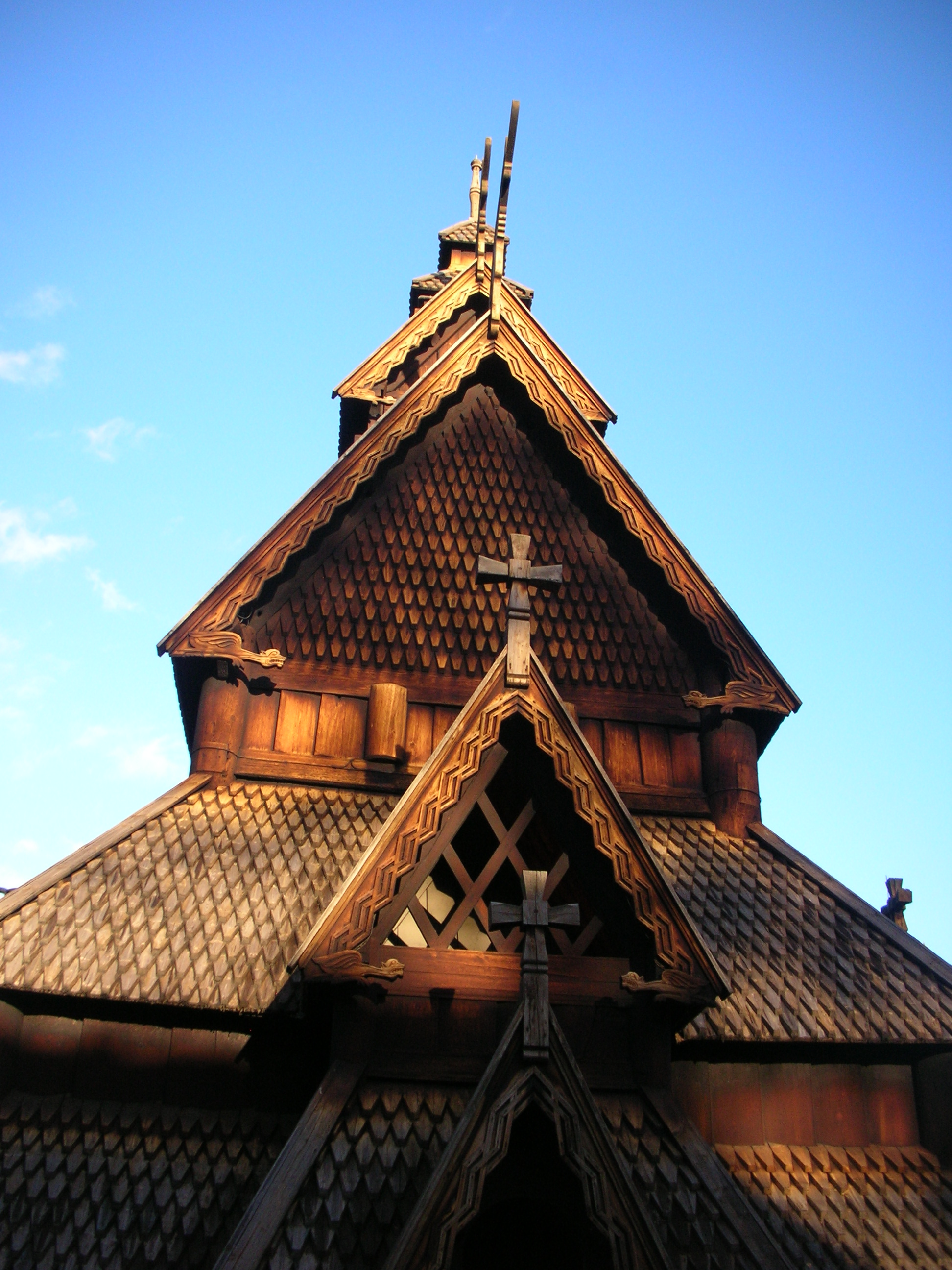
Església de fusta de Gol

L'església de Gol és una de les atraccions destacables del Museu del Poble Noruec. Aquesta església està feta de fusta i va ser construïda a Hallingdal, Noruega cap al 1200. És una de les 30 esglésies d'aquest tipus que es conserven en el país.
Quan la ciutat de Hallingdal va construir una nova església més gran cap al 1880, s'havia decidit enderrocar-la. Es va salvar de l'enderroc gràcies a l'interès de Fortidsminneforeningen (la Societat per la Conservació de Monuments Noruecs Antics) que va comprar els materials per tal de reconstruir-la en algun altre lloc. Va ser adquirida pel rei Òscar II que va finançar la seva recol·locació i restauració com a edifici central del seu museu privat a l'aire lliure. La restauració s'havia completat l'any 1885, supervisada per l'arquitecte Valdemar Hansteen. El 1907 aquest primerenc museu a l'aire lliure, un dels primers conegut al món, es va fusionar amb el Museu del Poble Noruec que actualment administra aquesta església de fusta, que encara és nominalment propietat de la monarquia noruega actual.
Una rèplica moderna d'aquesta església medieval va ser construïda a Gol en un lloc que està allunyat de l'emplaçament original.

## Activitats al museu
Durant l'estiu s'organitzen diferents activitats tals com danses folklòriques, elaboració d'un pa anomenat Lefse en un antic forn, demostració d'artesania o exhibició d'animals i homes guarnits amb els vestits tradicionals pertanyents a la cultura sami.

## Galeria d'imatges

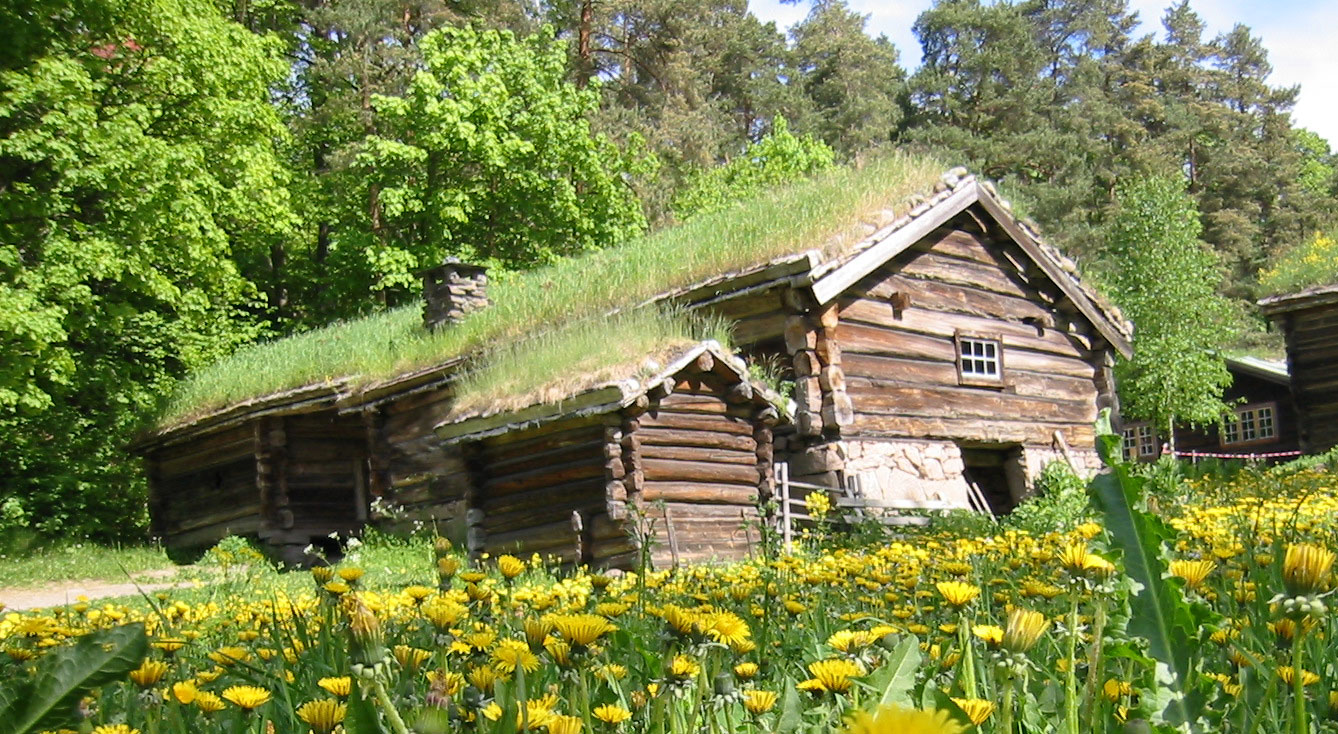
Cases de troncs al museu
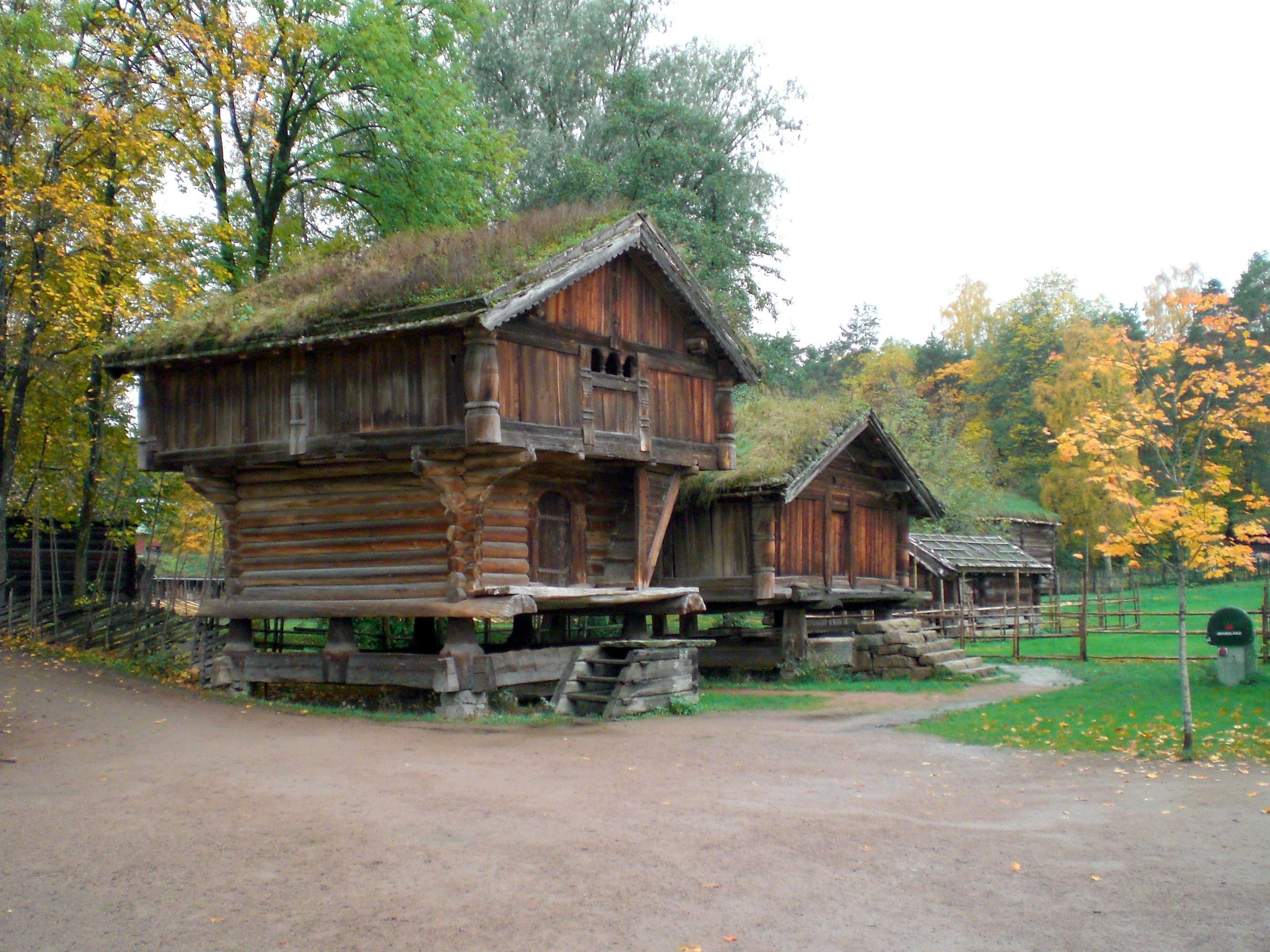
Edificis històrics de Hovin i Gransherad
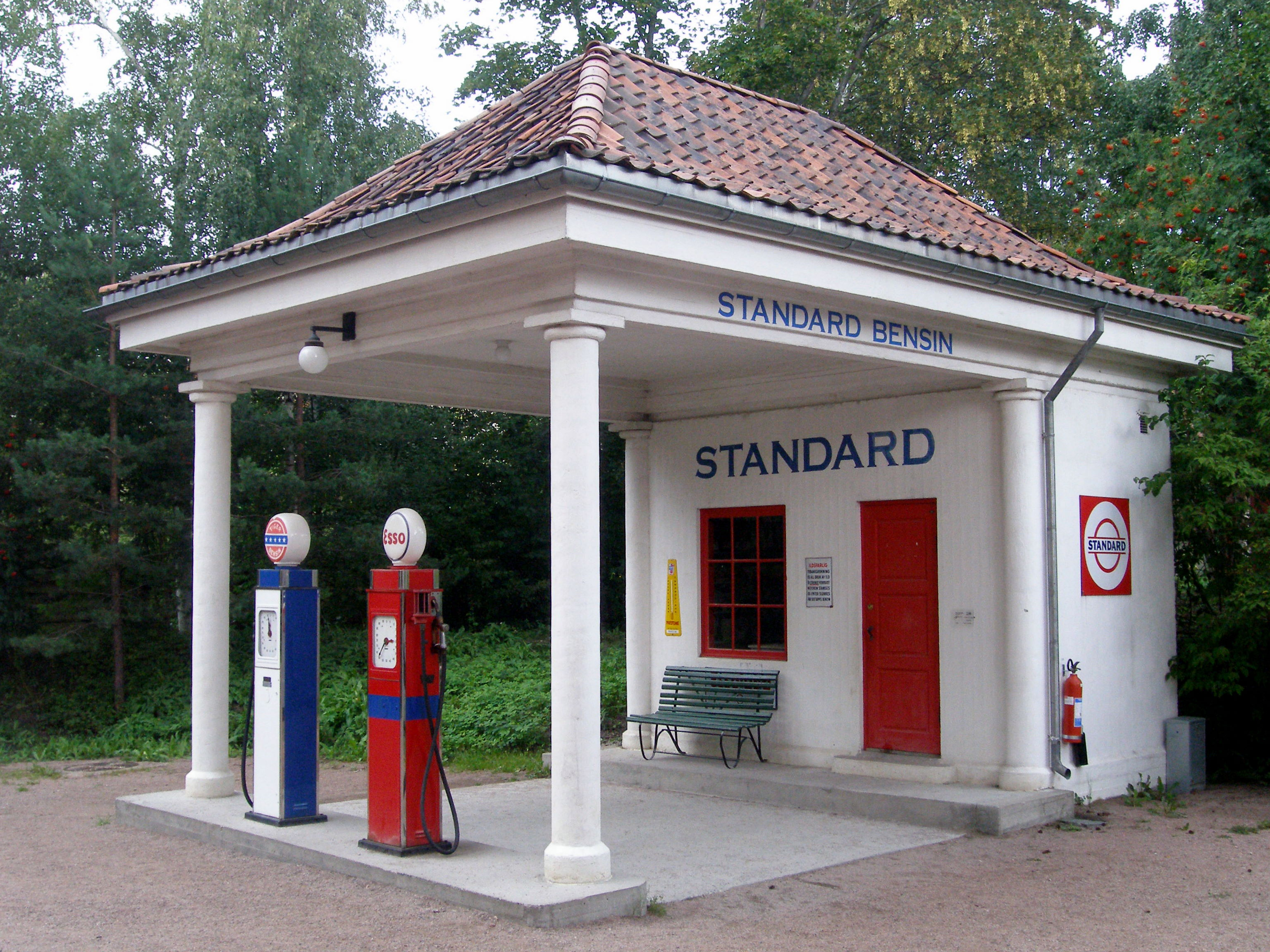
Benzinera traslladada
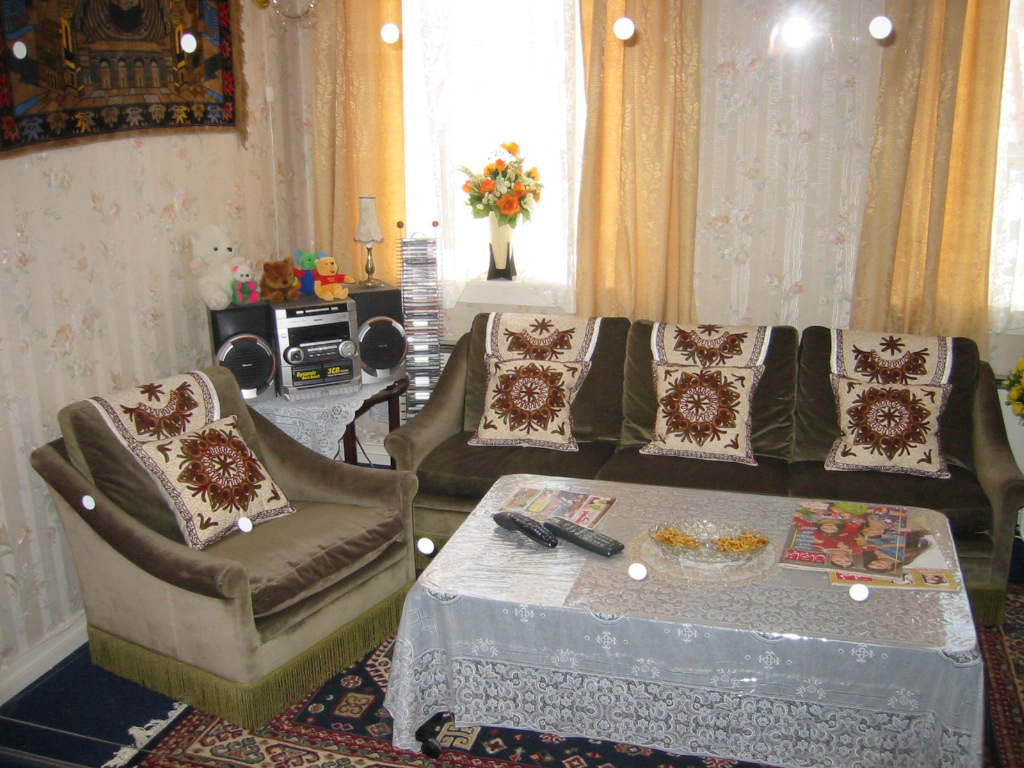
Interior d'un edifici
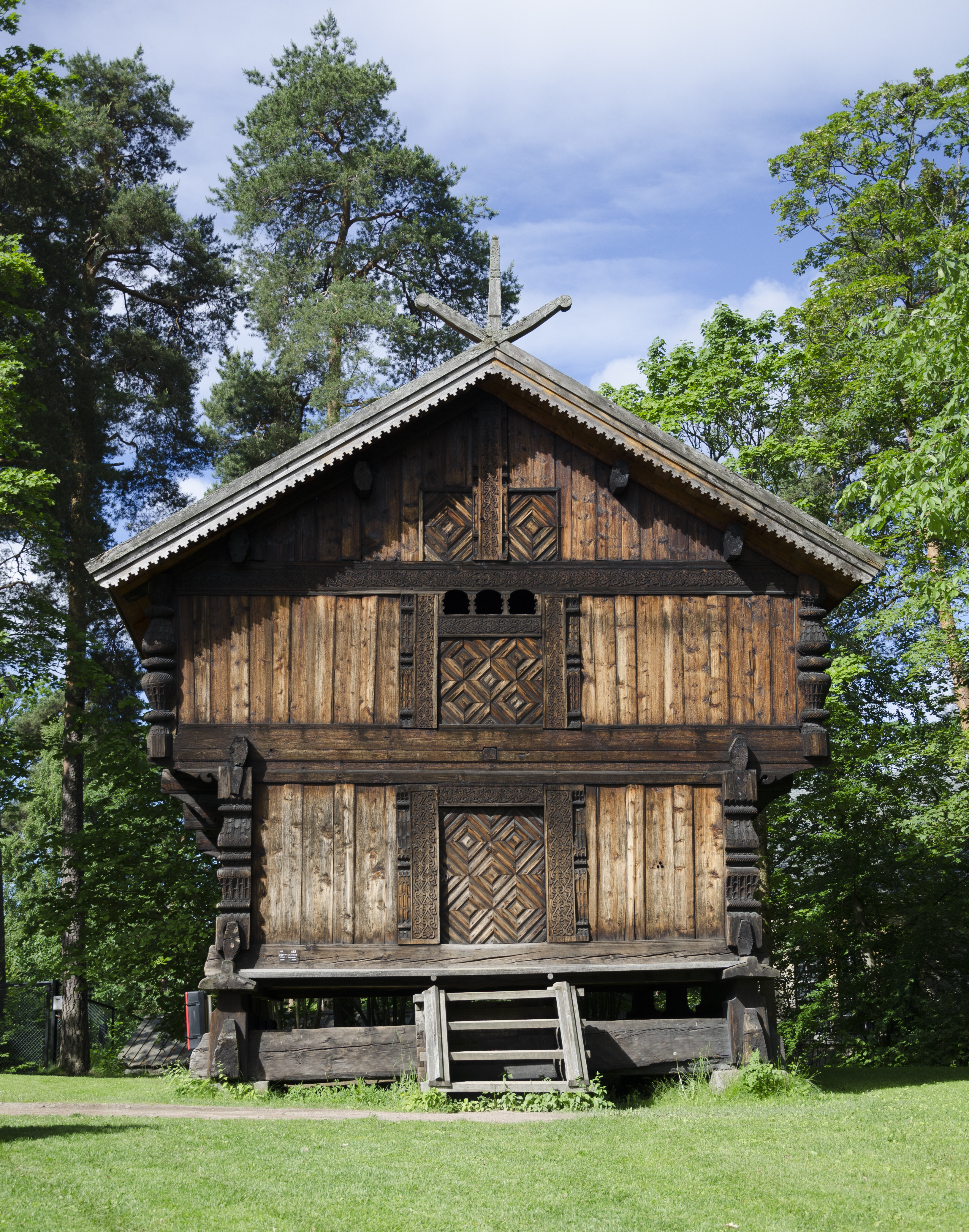